# François Bloch-Lainé
François Bloch-Lainé (* 25. März 1912 in Paris; † 25. Februar 2002 ebenda) gehört zu den bedeutendsten französischen Politikern und Verwaltungsfachleuten der Nachkriegszeit.

## Leben
Bloch-Lainé studierte Jura und Politikwissenschaft. 1936 trat er in die französische Finanzverwaltung ein und arbeitete während der Besatzung für die Résistance.
Nach dem Krieg gehörte er zur Gruppe der Reformer, die die französische Wirtschaft grundlegend modernisierten und eine staatliche Wirtschaftsplanung einrichteten. Ab 1947 war er Leiter der Direction générale du Trésor et de la Politique économique und trug entscheidend zur Abkehr von der noch während der Dritten Republik betriebenen Austeritätspolitik bei. Unter Georges Pompidou wurde er 1967 Leiter der Crédit Lyonnais, der damals zweitgrößten französischen Bank. Bloch-Lainé gilt als ein typischer „grand commis de l'Etat“, also als ein Vertreter der spezifisch französischen Verwaltungselite, die bis heute großen Einfluss auf die französische Gesellschaft ausübt.